# Lijst van voetbalinterlands Costa Rica - Nederlandse Antillen
Deze lijst van voetbalinterlands is een overzicht van alle officiële voetbalwedstrijden tussen de nationale teams van Costa Rica en de Nederlandse Antillen (dat speelde tot 1958 onder de naam Curaçao). De landen speelden 18 keer tegen elkaar. De eerste ontmoeting, een groepswedstrijd tijdens het CCCF-kampioenschap 1948, werd gespeeld in Guatemala-Stad (Guatemala) op 6 maart 1948. Het laatste duel,  een vriendschappelijke wedstrijd, vond plaats op 3 juli 1988 in Willemstad.

## Wedstrijden
| №  | Plaats         | Datum            | Competitie                  | Wedstrijd                         | Uitslag |
| -- | -------------- | ---------------- | --------------------------- | --------------------------------- | ------- |
| 1  | Guatemala-Stad | 6 maart 1948     | CCCF-kampioenschap 1948     | Costa Rica – Curaçao              | 2 – 1   |
| 2  | Guatemala-Stad | 20 maart 1948    | CCCF-kampioenschap 1948     | Curaçao – Costa Rica              | 4 – 1   |
| 3  | San José       | 16 maart 1953    | CCCF-kampioenschap 1953     | Costa Rica – Curaçao              | 1 – 0   |
| 4  | Tegucigalpa    | 24 augustus 1955 | CCCF-kampioenschap 1955     | Costa Rica – Curaçao              | 2 – 1   |
| 5  | San José       | 3 maart 1957     | WK 1958 kwalificatie        | Costa Rica – Curaçao              | 4 – 0   |
| 6  | Willemstad     | 4 augustus 1957  | WK 1958 kwalificatie        | Curaçao – Costa Rica              | 1 – 2   |
| 7  | Havana         | 14 februari 1960 | CCCF-kampioenschap 1960     | Costa Rica – Nederlandse Antillen | 1 – 1   |
| 8  | Havana         | 29 februari 1960 | CCCF-kampioenschap 1960     | Costa Rica – Nederlandse Antillen | 4 – 0   |
| 9  | San José       | 29 maart 1961    | WK 1962 kwalificatie        | Costa Rica – Nederlandse Antillen | 6 – 0   |
| 10 | Willemstad     | 23 april 1961    | WK 1962 kwalificatie        | Nederlandse Antillen – Costa Rica | 2 – 0   |
| 11 | Santa Ana      | 28 maart 1963    | CONCACAF-kampioenschap 1963 | Costa Rica – Nederlandse Antillen | 1 – 0   |
| 12 | San Salvador   | 3 april 1963     | CONCACAF-kampioenschap 1963 | Costa Rica – Nederlandse Antillen | 1 – 0   |
| 13 | Willemstad     | 3 maart 1965     | Vriendschappelijk           | Nederlandse Antillen – Costa Rica | 1 – 2   |
| 14 | Guatemala-Stad | 3 april 1965     | CONCACAF-kampioenschap 1965 | Costa Rica – Nederlandse Antillen | 6 – 0   |
| 15 | Willemstad     | 4 oktober 1968   | Vriendschappelijk           | Nederlandse Antillen – Costa Rica | 1 – 1   |
| 16 | San José       | 27 november 1969 | CONCACAF-kampioenschap 1969 | Costa Rica – Nederlandse Antillen | 2 – 1   |
| 17 | Willemstad     | 1 juli 1988      | Vriendschappelijk           | Nederlandse Antillen – Costa Rica | 1 – 1   |
| 18 | Willemstad     | 3 juli 1988      | Vriendschappelijk           | Nederlandse Antillen – Costa Rica | 1 – 0   |

## Samenvatting
| Competitie        | Totaal gespeeld | Winst Costa Rica | Gelijk | Winst Ned. Ant. | Doelsaldo Costa Rica – Ned. Ant. |
| ----------------- | --------------- | ---------------- | ------ | --------------- | -------------------------------- |
| WK-kwalificatie   | 4               | 3                | 0      | 1               | 12 − 3                           |
| CONCACAF-kamp.    | 10              | 8                | 1      | 1               | 21 − 8                           |
| Vriendschappelijk | 4               | 1                | 2      | 1               | 4 − 4                            |
| Totaal            | 18              | 12               | 3      | 3               | 37 − 15                          |

Wedstrijden bepaald door strafschoppen worden, in lijn met de FIFA, als een gelijkspel gerekend.
FEDEFUTBOL · A-internationals · Selecties · Bondscoaches · Costa Ricaans vrouwenelftal · Costa Rica U21 · Costa Rica U20 · Costa Rica U19 · Costa Rica U18 · Costa Rica U17
1920 – 1949 ·
1950 – 1969 ·
1970 – 1979 ·
1980 – 1989 ·
1990 – 1999 ·
2000 – 2009 ·
2010 – 2019 ·
2020 − 2029
Copa América 1997 · 
Copa América 2001 · 
Copa América 2004 · 
Copa América 2011 · 
Copa América 2016
WK 1990 · 
WK 2002 · 
WK 2006 · 
WK 2014 · 
WK 2018
OS 1980 · 
OS 1984 · 
OS 2004
1921 · 
1922–1929 · 
1930 · 
1931–1934 · 
1935 · 
1936–1937 · 
1938 · 
1939 · 
1940 · 
1941 · 
1942 · 
1943 · 
1944–1945 · 
1946 · 
1947 · 
1948 · 
1949 · 
1950 · 
1951 · 
1952 · 
1953 · 
1954 · 
1955 · 
1956 · 
1957 · 
1958 · 
1959 · 
1960 · 
1961 · 
1962 · 
1963 · 
1964 · 
1965 · 
1966 · 
1967 · 
1968 · 
1969 · 
1970 · 
1971 · 
1972 · 
1973 · 
1974–1975 · 
1976 · 
1977–1978 · 
1979 · 
1980 · 
1981–1982 · 
1983 · 
1984 · 
1985 · 
1986 · 
1987 · 
1988 · 
1989 · 
1990 · 
1991 · 
1992 · 
1993 · 
1994 · 
1995 · 
1996 · 
1997 · 
1998 · 
1999 · 
2000 · 
2001 · 
2002 · 
2003 · 
2004 · 
2005 · 
2006 · 
2007 · 
2008 · 
2009 · 
2010 · 
2011 · 
2012 · 
2013 · 
2014 · 
2015 · 
2016 · 
2017 ·
2018 ·
2019 ·
2020 ·
2021 ·
2022 ·
2023 ·
2024
Argentinië ·
Aruba ·
Australië ·
Barbados ·
België ·
Belize ·
Bermuda ·
Bolivia ·
Bosnië en Herzegovina ·
Brazilië ·
Canada ·
Chili ·
China ·
Colombia ·
Cuba ·
Curaçao ·
Dominicaanse Republiek ·
Duitsland ·
Ecuador ·
El Salvador ·
Engeland ·
Finland ·
Frankrijk ·
Grenada ·
Griekenland ·
Guatemala ·
Guyana ·
Haïti ·
Honduras ·
Hongarije ·
Ierland ·
Iran ·
Italië ·
Jamaica ·
Japan ·
Joegoslavië ·
Kameroen ·
Marokko ·
Mexico ·
Nederland ·
Nederlandse Antillen ·
Nicaragua ·
Nieuw-Zeeland ·
Nigeria ·
Noord-Ierland ·
Noorwegen ·
Oekraïne ·
Oezbekistan ·
Oman ·
Oostenrijk ·
Panama ·
Paraguay ·
Peru ·
Polen ·
Puerto Rico ·
Qatar ·
Rusland ·
Saint Kitts en Nevis ·
Saint Vincent en de Grenadines ·
Saoedi-Arabië ·
Schotland ·
Servië ·
Slowakije ·
Sovjet-Unie ·
Spanje ·
Suriname ·
Trinidad en Tobago ·
Tsjechië ·
Tsjecho-Slowakije ·
Tunesië ·
Turkije ·
Uruguay ·
Venezuela ·
Verenigde Arabische Emiraten ·
Verenigde Staten ·
Wales ·
Zuid-Afrika ·
Zuid-Korea ·
Zweden ·
Zwitserland
Brazilië (2018) ·
China (2002) · 
Duitsland (2006) · 
Ecuador (2006) · 
Engeland (2014) · 
Griekenland (2014) · 
Italië (2014) ·
Nederland (2014) · 
Polen (2006) · 
Servië (2018) ·
Spanje (2022) ·
Turkije (2002) · 
Uruguay (2014) ·
Zwitserland (2018)
NAVU · A-internationals · Nederlands-Antilliaans vrouwenelftal · Olympisch elftal
Antigua en Barbuda ·
Aruba ·
Bahama's ·
Barbados ·
Bermuda ·
Colombia ·
Costa Rica ·
Cuba ·
Denemarken ·
Dominicaanse Republiek ·
El Salvador ·
Grenada ·
Guatemala ·
Guyana ·
Haïti ·
Honduras ·
Jamaica ·
Kaaimaneilanden ·
Mexico ·
Nederland ·
Nicaragua ·
Panama ·
Puerto Rico ·
Saint Lucia ·
Saint Vincent en de Grenadines ·
Suriname ·
Trinidad en Tobago ·
Venezuela · 
Verenigde Staten